# Polly Barton
Polly Barton, född 1984 i London, är en brittisk översättare. Hon har bott och verkat i Japan och är främst verksam som översättare från japanska. 2021 kom hennes första egna bok Fifty Sounds och två år senare publicerades Porn – An Oral History.

## Biografi

### Bakgrund, översättningar
Barton föddes och växte upp i London. Hon studerade filosofi i Cambridge, innan hon som 21-åring flyttade till Japan för att lära ut engelska som del av ett japanskt JET-program.
Bartons översättningar inkluderar verk av Aoko Matsuda, Kikuko Tsumura och Tomoka Shibasaki. Hennes översättningar har även synts i tidskrifter som Granta, Words without Borders och The Southern Review, liksom i olika antologier. I sitt arbete har hon i första hand ägnat sig åt japansk litteratur författad av kvinnor.

### Egna böcker
Hon debuterade 2021 som författare med Fifty Sounds, en personlig beskrivning av en resa mot att lära sig ett nytt språk och en ny kultur. Boken vann Fitzcarraldo Editions essäpris. Boken beskriver även hennes väg till att bli skönlitterär översättare och hennes fascination vid det japanska språkets roll och identitet i det japanska samhället. De memoarliknande essäerna beskriver även hur ens härkomst och vana krockar med förståelsen av det utländska.
2023 kom hennes andra bok, Porn – An Oral History. Bokens intervjuer med "vanliga människor" – personer som Barton på något sätt var bekant med sedan tidigare – presenterar ett antal öppna samtal omkring människors förhållningssätt och privata funderingar kring pornografi. Genom anonymiserandet av de 19 intervjupersonerna (endast kön och ålder skrevs ut), gavs dessa möjlighet att tala fritt och formulera personliga tankar omkring ett kontroversiellt och svårhanterligt ämne som är en stor men ofta väl dold del av samtidskulturen.
Bartons egen ingång till temat i Porn – An Oral History var bland annat hennes fascination över japanska videobutikers döljande av den pornografiska avdelningen och folks uppenbara skamkänslor över sin egen konsumtion. Förutom en 80-årig intervjuperson var nästan alla intervjuade i Bartons ålder eller yngre. Hon ser själv folks tystnad kring deras relation till ämnet som ett problem, och denna åsikt var hennes ingång till ämnesvalet för boken. Hon vill se fler diskussioner omkring hur pornografi kan påverka sexuella önskemål och förväntningar, allmänna vanor och konventioner.

### Övrigt
Efter fem år i Japan flyttade Barton tillbaka till sitt födelseland. Hon är (2023) bosatt i Bristol och har under 2022 och 2023 fungerat som fast föreläsare i ämnen som språk och översättning vid Oxfords universitet.

### Egna böcker
- Fifty Sounds. London: Fitzcarraldo Editions. 2021. ISBN 9781913097509
- Porn – An Oral History. Fitzcarraldo Editions. 2023. ISBN 9781804270400

### Översättningar (urval)
- Takezawa, Shoichiro. The aftermath of the 2011 East Japan earthquake and tsunami : living among the rubble [Elektronisk resurs]. Libris 9rljbhrp76zjgx1q
- Shibasaki, Tomoka: Spring Garden (Pushkin Press, 2017)
- Tsumura, Kikuko (2020). There's no such thing as an easy job. London: Bloomsbury Publishing. ISBN 9781526622242
- Matsuda, Aoko (2020). Where the wild ladies are. London: Tilted Axis Press. ISBN 191128438X
- Kuma, Kengo (2021). Kengo Kuma: my life as an architect in Tokyo. London: Thames & Hudson. ISBN 9780500343616
- Tezuka, Osamu (2022). Bomba!. New York: Kodansha USA Publishing. ISBN 9781647290566